# Andrés Jaque
 (janvier 2012).
Andrés Jaque, né en 1971 à Madrid, est un architecte espagnol. Il explore notamment la dimension politique de l’architecture. Andrés Jaque conçoit l’architecture « comme une activité politique et non pas idéologique » .

## Biographie
Andrés Jaque obtient son diplôme d’architecte à l’École technique supérieure d'architecture de Madrid en 1998. Il reçoit la même année le prix Tessenow Stipendiat, à Hambourg, de la fondation allemande Alfred Toepfer Stiftung F.V.S., décerné aux étudiants en architecture. À la suite de cette distinction, il devient chercheur résident de la fondation jusqu’en 2000 à Berlin et à Dresde. À cette date, il fonde le studio Andrés Jaque Arquitectos. En 2009, l’agence compte six employés.
Entouré d’un petit groupe d’architectes, de designers, de journalistes, de sociologues et d’économistes, il crée en 2003 l’Oficina de Innovación Política (l'Atelier de l'innovation politique). Cet atelier permet une réflexion affirmant la dimension politique de l’architecture.
Le studio Andrés Jaque Arquitectos et l’Oficina de Innovación Política visent tous deux les mêmes objectifs, mais par des stratégies différentes.

## Œuvres marquantes

### La Casa Sacerdotal
C’est en 2004 que la construction de la Casa Sacerdotal Diocesana de Plasencia dessinée par A. Jaque est achevée. Ce bâtiment interactif, situé dans le centre historique, est conçu pour favoriser les controverses et conflits entre ses usagers. C’est ce que l’architecte appelle une « Architecture parlementaire ». Ce projet fera partie de la sélection de la Biennale d’Architecture espagnole en 2005. La même année, le projet reçoit le prix Dionisio Hernández Gil et il sera ensuite également distingué par le prix Camuñas et le prix Saloni.
Le projet exigeait de transformer un séminaire abandonné en une résidence d’anciens prêtres et étudiants. L’architecte a voulu mettre en œuvre une liaison entre le paysage élargi et les utilisateurs et accentuer les relations entre individus au sein de cet espace. Pour les anciens prêtres qui allaient s’installer dans la Casa Sacerdital Diocesana, généralement pour raisons de santé, la difficulté était de passer de la vie au cours de laquelle ils étaient prêtres, donc représentant individuel et arbitre de référence sociale à une vie communautaire où ils se retrouvaient tous à égalité. Andrés Jaque dessine les espaces de telle manière que la cohabitation des étudiants et des anciens prêtres permette des échanges aisés et naturels. Les espaces sont très colorés et peuvent être modifiés au gré des utilisateurs, selon leurs besoins et usages. L’enveloppe extérieure de l’ancien bâtiment a été conservée avec néanmoins quelques modifications en façade. L’architecte a redessiné tous les espaces intérieurs et extérieurs.

### Eisenman: une démarche pédagogique
En 2005, Andrés Jaque élabore les 12 Actions pour comprendre Peter Eisenman. Son objectif est de le rendre compréhensible à tous, et plus uniquement aux experts, au moyen de codes de couleurs et d’événements festifs, le projet de la Cité de la Culture de Galice, par l’architecte américain Peter Eisenman. Le sociologue français Bruno Latour décrira cette expérience comme « une belle synthèse de l’art, de la politique et de la construction ».

### Les Tupper Homes
En 2007, le projet des mini-villas Tupper Home est finaliste du prix de l’Union européenne pour l’Architecture contemporaine Mies van der Rohe. C’est le plus petit projet architectural jamais sélectionné pour ce prix. La même année, le projet est également sélectionné pour la dixième Biennale d’Architecture espagnole.
Le projet Tupper Home, petits logements colorés en plastique, de l’agence Andrés Jaque Arquitectos est un système qui a été pensé comme un catalogue d’éléments, offrant ainsi aux usagers le choix et la possibilité d’expérimenter leur inventivité en créant leur propre univers. Ce système est une alternative à la planification urbaine. Il présente des réponses architecturales et financières aux préoccupations du public sur le développement résidentiel en Union Européenne. À travers l’utilisation de solutions technologiques spécialisées et la normalisation des processus de production, l’utilisation de l’espace est optimisée. C’est ainsi que la taille des habitations est réduite de 55 % avec maintien des services, et ce pour une économie de 52 % sur le coût global.
L’une des particularités de Tupper Home est son premier moyen de diffusion : le bouche-à-oreille des usagers échangeant informations et résultats. Ainsi se crée une communauté de propriétaires, composée de personnes qui ont été habilitées par l’expérience à participer à la conception et à la construction de leurs propres maisons. Par la suite, cette démarche vise à encourager ces usagers à appliquer leurs nouvelles connaissances et expériences sur des questions traitant du domaine public. Le premier prototype de 30 m² est réalisé à Madrid.

## Au-delà de l’architecture
Andrés Jaque conçoit des projets mais il produit également des installations et des performances. De plus, il donne régulièrement des conférences dans de nombreuses universités internationales dont l’École Technique Supérieure d’Architecture de Madrid, de Valence et de Castille-La-Manche, l’université d’Alicante, l’Instituto Politecnico de Milan, le Centre International pour la Ville l’Architecture et le paysage de Bruxelles, la ETH à Zurich, la Sociedad Central de Arquitectos de Buenos Aires, l’université Columbia, le Musée National et la Pontificia Universidad Javeriana de Bogota…
Son travail a déjà une portée internationale car il a déjà été présenté au Schweizerisches Architekturmuseum de Bâle (Suisse), au Hellerau Festspielhaus de Dresde, au CIVA de Bruxelles, à la Casa Encendida de Madrid, à l’Institut Valencien d’Art Moderne (IVAM), à la Biennale Ibero Américaine d’Architecture, à la Biennale de Venise en 2010, à la Cité de l’Architecture et du Patrimoine de Paris (2010), à la Biennale de Gwangju en 2011 (république de Corée), etc.
Enfin, l’architecte est régulièrement publié dans des revues internationales comme El Croquis, DOMUS, Le Moniteur d’Architecture, Bauwelt, etc.

## Principales réalisations
Architecture
- Casa Sacerdotal Diocesana de Plasencia (Espagne)
- Ojalá Awareness Club, Madrid
- Tupper Home, Madrid
- Musée Postal de Bogotá (Colombie)
- Teddy House, Coruxo (Espagne)
- Mousse City, Stavanger (Norvège)
- Peace Foam City, Ceuta (Espagne)
- Esponja Democrática, Madrid
- Casa en Never Never Land, Ibiza
- Hospedería de los Divertimentos Flotantes, Majorque
- Rolling House for the Rolling Society, Barcelone
- All Age City, États-Unis
- Sweet Parliament Home, Gwangju (république de Corée)

Installations et performances
- Fray Foam Home, Biennale de Venise
- IKEA Disobedients, Madrid
- Courier New, Biennale de Venise

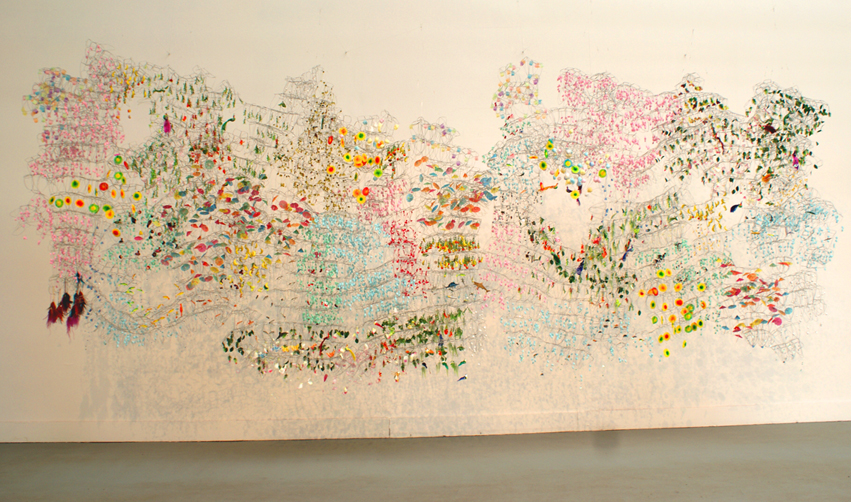
Fray foam home par Andrés Jaque.

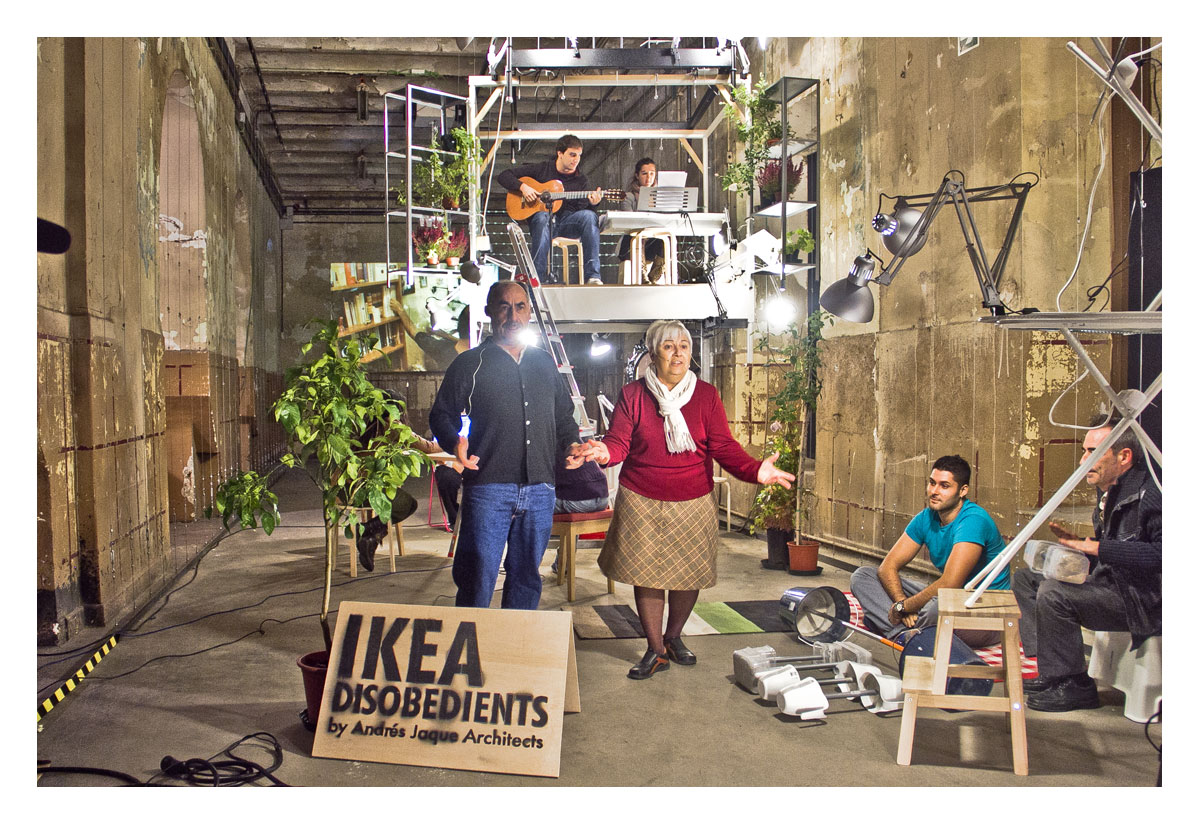
Ikea disobedients par Andrés Jaque.

- Banquete del Litro de Petróleo, Madrid
- Oreka, Fundación Caja Vital-Kutxa (Espagne)
- Sábana Santa de Tromso, Madrid
- Techno-Geisha, Madrid
- Skin Gardens, BAC Festival International d’Art Contemporain de Barcelone
- Galerie MAD is MAD, Madrid